# 2 Alfa manobioza
2α-Manobioza je disaharid. On se formira reakcijom kondenzacije, kad dva molekula manoze međusobno reaguju, pri čemu se formira glikozidna veza.

## Literatura
- Lindhorst, Thisbe K. (2007). Essentials of Carbohydrate Chemistry and Biochemistry (1. изд.). Wiley-VCH. ISBN 978-3-527-31528-4.
- Robyt, John F. (1997). Essentials of Carbohydrate Chemistry (1. изд.). Springer. ISBN 978-0-387-94951-2.